# Cros (Puy-de-Dôme)
Cros ist eine französische Gemeinde mit 166 Einwohnern (Stand: 1. Januar 2022) im Département Puy-de-Dôme in der Region Auvergne-Rhône-Alpes (vor 2016 Auvergne). Sie gehört zum Arrondissement Issoire und zum Kanton Le Sancy (bis 2015 La Tour-d’Auvergne).

## Lage
Cros liegt etwa 56 Kilometer südwestlich von Clermont-Ferrand. Das Gemeindegebiet wird im Norden vom Fluss Tialle durchquert. Umgeben ist Cros von den Nachbargemeinden Bagnols im Norden und Osten, Champs-sur-Tarentaine-Marchal im Südosten, Lanobre im Süden und Südwesten sowie Trémouille-Saint-Loup im Westen.

## Bevölkerungsentwicklung
| Jahr                       | 1962 | 1968 | 1975 | 1982 | 1990 | 1999 | 2006 | 2013 |
| Einwohner                  | 379  | 306  | 260  | 224  | 191  | 187  | 191  | 173  |
| Quellen: Cassini und INSEE |      |      |      |      |      |      |      |      |

## Sehenswürdigkeiten
- Kirche Sainte-Madeleine aus dem 16. Jahrhundert

## Weblinks

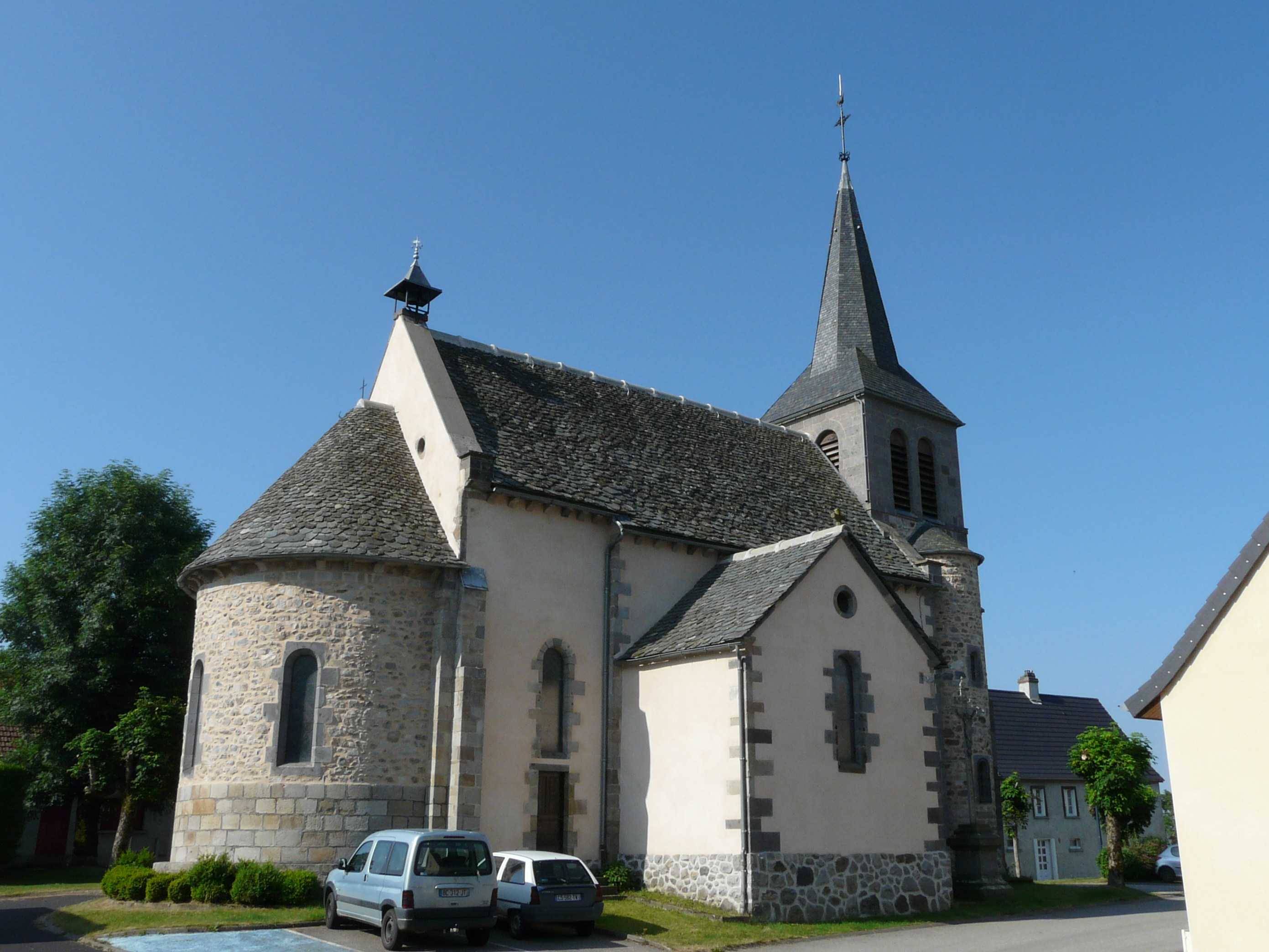
Kirche Sainte-Madeleine